# クルジュ・アレナ
クルジュ・アレナ（Cluj Arena）は、ルーマニアのクルジュ＝ナポカに所在する屋根つきスタジアムであり、UEFAのスタジアムカテゴリー4認証のスタジアム。

## 概要
クルジュ・アレナはかつてのスタディオヌル・イオン・モイアを取り壊し、建て替えられた。サッカーやラグビーだけでなく、コンサートの開催も少なくない。スコーピオンズ、スモーキー、ロクセット、ディープ・パープル、UB40らがコンサートを開いた。